# Braunscheitelmotmot

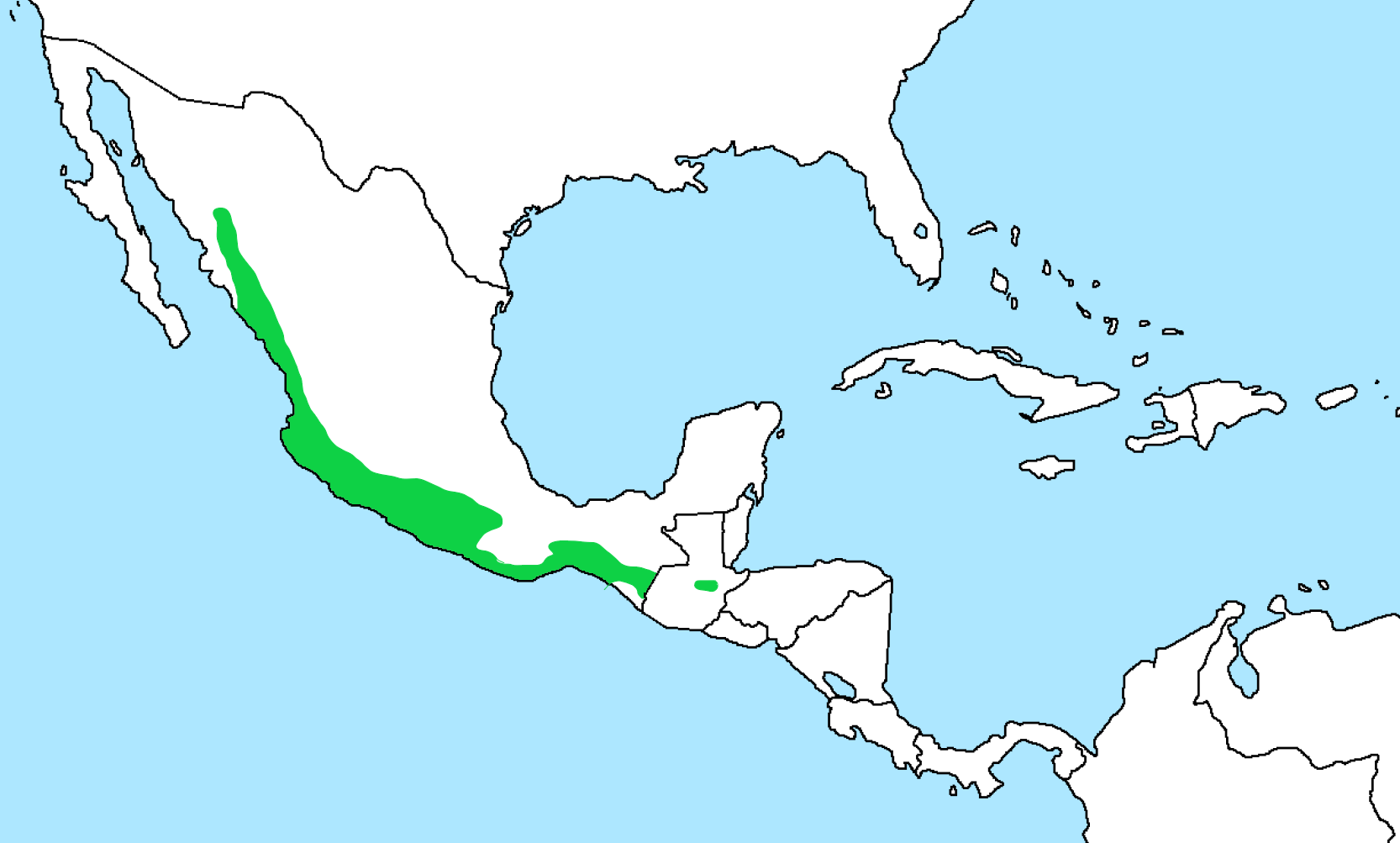
Verbreitungsgebiet des Braunscheitelmotmots

Der Braunscheitelmotmot (Momotus mexicanus) ist eine Vogelart aus der Familie der Sägeracken (Momotidae).
Der Vogel kommt vom Nordwesten Mexikos bis Guatemala vor.
Der Lebensraum umfasst trockene und feuchte Wälder, Waldränder, auch halboffene baumbestandene Flächen bis 1800 m Höhe.
Der Artzusatz bezieht sich auf Mexiko.

## Merkmale
Die Art ist 30–36 cm groß und wiegt 74–101 g, ein eher kleiner Motmot, bei dem die an das zentrale Steuerfedernpaar angrenzenden Schwanzfedern länger sind und den Anfang des nackten Schaftes teilweise verdecken. Der Schnabel ist leicht abwärts gebogen, die Schnabelkante leicht gezähnelt. Kopfkappe und Nacken sind rotbraun, die schwarze Maske ist violett oder purpurblau abgesetzt. Die Oberseite ist grün, die Unterseite ist blass blaugrün, der Bauch ist heller. Auf der Brust finden sich schwarze Flecken oder ein schwarzer Längsstrich. Die Iris ist rötlich, der Schnabel schwarz, die Beine und Füße sind grau. Beim Weibchen sind die verlängerten Schwanzfedern etwas kürzer, ansonsten unterscheiden die Geschlechter sich nicht.
Jungvögel sind matter gefärbt, die Augen sind braun.
Die Art unterscheidet sich vom Amazonasmotmot (Momotus momota) durch Größe und Gefiederfärbung, besonders am Kopf. Die Schnabelzähnelung ist etwas deutlicher.

## Geografische Variation
Es werden folgende Unterarten anerkannt:
- M. m. vanrossemi Moore, 1932[6] – Nordwesten Mexikos in Sonora und äußersten Nordens Sinaloas und angrenzend in Chihuahua, blasser gefiedert
- M. m. mexicanus Swainson, 1827, Nominatform – Sinaloa und Westen Durangos südlich bis Guerrero, Puebla und Nordwesten Oaxacas
- M. m. saturates Nelson, 1897[7] – Südmexiko (Oaxaca und Chiapas) und angrenzend Südwesten Guatemalas, größer und dunkler
- M. m castaneiceps Gould, 1855[8] – wesentlich größer, Scheitel bis Nacken dunkler kastanienbraun, vorderer Teil des Kopfbandes unten grünlich statt blau abgegrenzt

## Stimme
Der Gesang des Männchens wird als leises, rollendes „krrrp“, „krrup“ oder „kru, krr-up“ beschrieben, im Duett als rhythmisches „krrru-uu krrru-uu krrru-uu krrru-uu…“. Wenn ein Paar sich gebildet hat, ist es an Ruf und Antwort Duetten zu erkennen.
Selten mal ist ein Amazonasmotmot-artiges (Momotus momota) hohl klingendes „ook“ zu vernehmen.

## Lebensweise
Die Art ist ein Standvogel.
Die Nahrung besteht hauptsächlich aus Insekten, die vom Erdboden, dem Laub oder in der Luft ergriffen werden, auch kleine Schlangen wurden beschrieben, jedoch keine Früchte.
Die Brutzeit liegt zwischen April und Juni in der Regenzeit. Das Nest wird von beiden Altvögeln in eine Uferböschung oder andere geeignete Böschung gegraben und ist im Mittel 135 cm tief, gewunden mit etwas größerer Kammer am Ende, ähnlich dem des Brauenmotmots (Eumomota superciliosa). Vermutlich wird nur einmal jährlich gebrütet. Das Gelege besteht aus 4, seltener 5 Eiern, die über etwa 20 Tage ausgebrütet werden. Fast die Hälfte wird Opfer von Prädatoren wie Schlagen oder Schwarzleguanen (Ctenosaura).Der Vogel kann mindestens 10 Jahre alt werden.

## Gefährdungssituation
Der Bestand gilt als „nicht gefährdet“ (Least Concern).